# Машук-КМВ
«Машу́к-КМВ» — российский футбольный клуб из Пятигорска. Основан в 1936 году. Выступает в дивизионе «А» третьей по уровню лиги России.

## Прежние названия команды
- «Динамо» — 1923—1953
- «Труд» — 1954—1960
- «Машиностроитель» — 1961—1967
- «Машук» — 1968—1993, 1998—2002
- «Энергия» — 1994—1997
- «Машук-КМВ» — с 2003

## История

### Истоки
Считается, что первые команды в Пятигорске, Георгиевске, Кисловодске и Ставрополе появились в период с 1910 по 1914 год.
Известно, что первый матч команды Пятигорска состоялся 30 мая 1920 года. Тогда пятигорчане обыграли команду города Кисловодска — 1:0. В этом же году состоялся чемпионат Северо-Кавказского края, где команда Пятигорска заняла 3-е место (1-й — Майкоп, 2-й — Ростов-на-Дону).
В 1922 году футболисты из Пятигорска играли в составе сборной Северного Кавказа.
В 1925 году команды Пятигорска играли в Ставропольской лиге.
В этом же году 10 мая был открыт «Красный стадион». И тогда же в Пятигорске проводились весенние и осенние первенства.
В период с конца 20-х до середины 30-х годов XX века Пятигорск играл в первенствах Северо-кавказского края, и в первенствах «Динамо».
Так в 1931 году в финале третьего первенства «Динамо» Ростов-на-Дону обыграл Пятигорск 2:1, однако пятигорчане требовали переигровки. Переигровка состоялась 1 сентября в Ростове-на-Дону. Результат матча неизвестен.
В 1932 году в первенстве Северо-кавказского края Пятигорск обыграл Краснодар — 6:0, и Грозный — 6:1. Пятигорск стал победителем первенства, обыграв Ростов-на-Дону 3:1 и получил право играть в чемпионате РСФСР, где обыграли команды Сталинграда — 6:0 и Симферополя — 5:1 но в итоге вылетели из чемпионата, проиграв в 1/4 финала сборной Москвы — 1:5.
В 1933 году на пятом первенстве «Динамо» Пятигорск обыграл Ростов-на-Дону 7:0.

### Основание
Годом основания футбольного клуба «Машук-КМВ» считается 1936 год, однако сам клуб, как утверждается,[кем?][когда?] был основан в 20-х годах. Тогда команда называлась «Динамо». Именно тогда была предпринята первая попытка команды пройти в чемпионат СССР.

### 1936 год
После появления в 1936 году чемпионата СССР по футболу пятигорское «Динамо» играло сначала в группе «Г» (4-й по силе) весной, где заняла третье место. Затем осенью в группе «В» (3-й по силе). В розыгрыше кубка СССР «Динамо» в Москве обыграло «четвёртую команду Союза» ЦДКА со счётом 1:2. Но уступив московскому «Торпедо» и заняв последнее место в чемпионате, пятигорское «Динамо» вылетело из Союзного чемпионата.

### 1966—1969 год. Возвращение в большой футбол
«Динамо» понадобилось 30 лет чтобы вернуться в чемпионат.
Тогда же команда была переименована в «Машиностроитель», так как там играли люди из Пятигорского машиностроительного завода (ныне — Пятигорсксельмаш). И тогда же был открыт стадион «Труд».
В период с 1966 — по 1968 год «Машиностроитель» играл в классе «Б» (3-й по силе уровень).
Заняв в 1968 году 1-е место в группе, «Машиностроитель» начал играть во второй группе классе «А» (2-й по силе уровень). В этом же году команда была переименована в «Машук». Но заняв 18-е место в группе, «Машук» вылетел во вторую лигу.

### 1970—1991 год. Стабильность
С 1970 года «Машук» стабильно играл во второй лиге вплоть до 1990 года.
Однако, у «Машука» был шанс выйти в первую лигу. В 1976 году «Машук» занял первое место в своей группе. Но уступив в стыковых матчах «Кривбассу», пятигорская команда не смогла выйти в первую лигу.
Также «Машук» занимал вторые места в 1978, 1980 и 1989 годах под руководствами Дмитрия Скрябина и Юрия Дьяченко.
В 1990 году «Машук» занял 19-е место и вылетел во вторую низшую лигу.

### 1992—1998 год. Вылет в любительский чемпионат
После распада СССР «Машук» играл во второй лиге.
Пробыв там два года, в 1993 году «Машук» вылетел в третью лигу, но через год вернулся, заняв 2-е место.
В 1994 году команда была переименована в «Энергию» по настоянию РАО «ЕЭС России», но и это продлилось недолго. Уже через три года «Энергия» заняла последнее 20-е место, лишилась профессионального статуса и вылетела в любительскую третью лигу.
В 1998 году команде вернули историческое название — «Машук».

### 2002—2005. Новое возвращение и выход в первый дивизион
Спустя 5 лет, в 2002 году «Машук» вернулся во вторую лигу. В этом же году команду переименовали в «Машук-КМВ» по инициативе мэра Пятигорска Юрия Васильева.
В 2005 году «Машук-КМВ» занял 2-е место и вышел в первый дивизион благодаря исключению «Алании». Тренер Сергей Джатиев был назван лучшим тренером по версии ПФЛ.

### 2006—2008. Первый дивизион и вылет во второй дивизион
В 2006 году «Машук-КМВ» провёл свой первый матч в первом дивизионе с махачкалинским «Динамо», где разошлись ничьей — 1:1. В этом же году «Машук» занял 13-е место, лучший результат за время пребывания клуба в первом дивизионе.
26 октября 2007 года «Машук-КМВ» обыграл ростовский СКА со счётом 3:0, после чего пятигорскую команду обвинили в подкупе судей. В итоге никаких штрафных санкций от РФС к «Машуку» предъявлено не было.
В 2008 году «Машук-КМВ» занял 18-е место и вылетел во вторую лигу.

### С 2009 года
С 2009 года «Машук-КМВ» играет в втором дивизионе.
В этом же году был создан фарм-клуб «Машук-КМВ-2», играющий в чемпионате Ставропольского края.
Лучшим результатом у «Машука» было 3-е место в 2010 году.
Худший результат — 14-е место в 2017 году.

## Поддержка клуба
Первые ультрас-фирмы в Пятигорске появились только в 2003 году, когда «Машук-КМВ» вернулся во Второй дивизион. Тогда же было основано движение «S22», и ими же был пробит первый выезд в Будённовск.
В 2005 году приток людей на фан-сектор увеличился в связи с тем, что «Машук-КМВ» вышел в Первый дивизион. Число фанатов вырастает с 20 — 30 до 70 — 100 человек.
В этом же году, когда «Терек» вышел в Премьер-Лигу и принимал гостей в Пятигорске, была основана так называемая «Anti Terek Firm» (сокр. ATF). Она занималась поддержкой приезжих на матч против «Терека» фанатов и клубов.
В 2007 году количество болельщиков активно увеличивалось. Домашний фан-сектор собирал порядка 100—150 человек. «Курортников» приезжают поддерживать также люди из Ессентуков, Минеральных Вод и других городов КМВ.
В 2008 году численность фан-сектора снизилась до 30 — 40 человек. В этом же году был пробит самый дальний выезд в Хабаровск.
В 2009 году когда «Машук-КМВ» вылетел во второй дивизион, два человека впервые за всю историю фан-движения «пробили золото».
В настоящее время[какое?] фанатское движение в Пятигорске переживает глубокий кризис, а домашний фан-сектор собирает не более 15 человек (в редких случаях 30 человек).
Главными соперниками для болельщиков «Машука» является «Динамо-Ставрополь».

## Стадионы

### «Центральный»

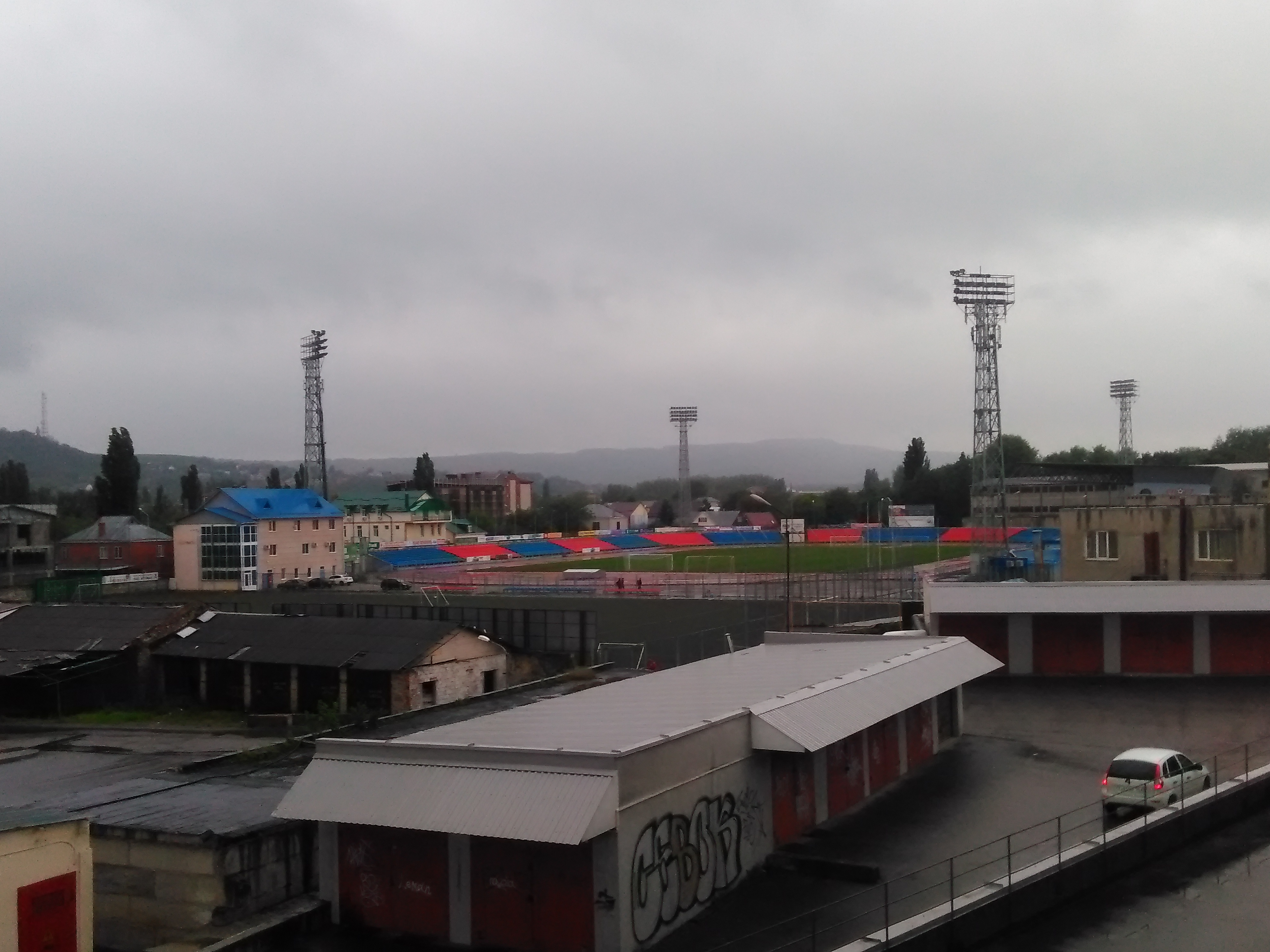
Вид стадиона «Центральный» со стороны

Стадион находится по адресу г. Пятигорск, ул. Дунаевского, д. 5. Построен в 1966 году. Является основным стадионом клуба. Вместительность составляет примерно 10 000 человек. Газон естественный размером 104×68 м.

### «Сельмаш»
Стадион находится по адресу г. Пятигорск, ул. Розы Люксембург, 70. Вместимость стадиона составляет 1 500 человек.
Данный стадион является основным для фарм-клуба «Машука» и запасным для основной команды. Также основная команда проводит там зимние товарищеские матчи. На территории стадиона находятся 3 футбольных поля, баскетбольная площадка, теннисный корт, тренажёрный зал, различные секции боевых искусств, а также гостиница.

## Символика

### Эмблема

2003 — 02.12.2009
02.12.2009 — 16.06.2023
с 16.06.2023 по настоящее время

### Клубные цвета
| Красный | Белый |

## Клубные рекорды

### В СССР

#### Крупные победы
- в I лиге — 3:0 — над «Котлостроителем» (Белгород) и «Шинником» (Ярославль) в 1969 году
- во II лиге — 7:0 — над «Урожаем» (Дербент) и «Атомом» (п. Нововоронежский) в 1966 и 1986 году
- в III лиге — 5:0 — над «Асмаралом» (Кисловодск) и «Локомотивом» (Минеральные воды) в 1991 году

#### Крупные поражения
- в I лиге — 0:4 — от «Труда» (Воронеж) в 1969 году
- во II лиге — 0:6 — от «Текстильщика» (Иваново), «Торпедо» (Волжский), «Металлурга» (Липецк), и «Уралмаша» (Свердловск) в 1977, 1981 и 1990 году
- в III лиге — 0:3 — от «Химика» (Белореченск) и «Динамо» (Гагра) в 1991 году

### В России

#### Крупные победы
- в I дивизионе — 5:2 — над «Мордовией» (Саранск) в 2007 году
- в II дивизионе — 7:0 — над «Ессентуками» в 2021 году
- в III дивизионе — 6:0 — над «Динамо» (станица Полтавская) в 2002 году

#### Крупные поражения
- в I дивизионе — 0:7 — от «Кубани» (Краснодар) в 2006 году
- в II дивизионе — 0:5 — от «Астратекса» (Астрахань), «Ротора» (Волгоград) и «МИТОСа» (Новочеркасск) в 1993, 2011 и 2015 году
- в III дивизионе — 0:7 — от «Локомотив-тайм» (Минеральные воды) в 2000 году

## Достижения

### В СССР
- Вторая лига
  - Победитель: 1968 (РСФСР), 1976 (зона 4)
  - Серебряный призёр: 1978 (зона 3), 1980 (зона 3), 1989 (зона 3)
- Вторая низшая лига
  - Бронзовый призёр: 1936
- Чемпионат Ставропольского края
  - Победитель: 1936, 1937, 1938, 1939, 1949, 1950, 1952[6]
  - Серебряный призёр: 1935, 1946, 1947, 1948, 1959, 1965[6]
  - Бронзовый призёр: 1953, 1964[6]

### В России
- Вторая лига
  - Серебряный призёр: 2005 (зона «Юг»)
  - Бронзовый призёр: 2004 (зона «Юг»), 2010 (зона «Юг»)

За сезон 2024/25 дивизиона «А» команда получила бронзовые медали[7], но позднее итоги первенства были пересмотрены[8].
  - Дивизион «Б»
    - Победитель: 2023 (группа 1)[9]
- Третья лига ПФЛ
  - Серебряный призёр: 1994 (зона 1)
- Третий дивизион (КФК)
  - Победитель: 2002 (зона ЮФО)
  - Серебряный призёр: 2002 (финальный турнир)

## Рекордсмены клуба

### СССР
| #  | Футболист          | Период                          | Игр |
| -- | ------------------ | ------------------------------- | --- |
| 1  | Александр Вершенко | 1979 — 1989                     | 341 |
| 2  | Растям Янборисов   | 1970 — 1979                     | 324 |
| 3  | Владимир Киреев    | 1982 — 1991                     | 304 |
| 4  | Вячеслав Коноплин  | 1977 — 1981 1983—1988           | 296 |
| 5  | Владимир Кузин     | 1970 — 1977                     | 264 |
| 6  | Юрий Ивановский    | 1970 — 1975                     | 254 |
| 7  | Виктор Москаленко  | 1970 — 1971 1972—1974 1975—1977 | 230 |
| 8  | Игорь Цакоев       | 1979 — 1980 1984—1988           | 216 |
| 9  | Александр Попович  | 1979, 1980 1982—1987            | 214 |
| 10 | Юрий Останин       | 1970 — 1977                     | 204 |

| #  | Футболист          | Период                          | Голов |
| -- | ------------------ | ------------------------------- | ----- |
| 1  | Юрий Пилипко       | 1973 — 1974 1979—1981 1982—1984 | 74    |
| 2  | Владимир Суший     | 1982 — 1983 1985—1986           | 60    |
| 3  | Сергей Краев       | 1970 — 1971 1974—1975 1977      | 57    |
| 4  | Игорь Бекузаров    | 1986 — 1991                     | 55    |
| 5  | Сейран Осипов      | 1979, 1981 1982—1984            | 42    |
| 6  | Вячеслав Коноплин  | 1977 — 1981 1983—1988           | 40    |
| 7  | Виктор Москаленко  | 1970 — 1971 1972—1974 1975—1977 | 39    |
| 8  | Александр Вершенко | 1979 — 1989                     | 39    |
| 9  | Роман Сидоров      | 1976 — 1978 1980, 1985, 1989    | 33    |
| 10 | Михаил Колесник    | 1974 — 1976                     | 30    |

### Россия
| #  | Футболист          | Период                                  | Игр |
| -- | ------------------ | --------------------------------------- | --- |
| 1  | Валерий Умнов      | 2004 — 2012                             | 262 |
| 2  | Михаил Мулляр      | 2008 — 2020                             | 231 |
| 3  | Роман Демидов      | 2011 — 2020, 2021                       | 191 |
| 4  | Донат Джатиев      | 2009 — 2012, 2013—2022                  | 183 |
| 5  | Алкександр Карибов | 2014 — 2021                             | 180 |
| 6  | Анатолий Сылка     | 2002 — 2009                             | 179 |
| 7  | Роман Удодов       | 2000, 2003, 2004, 2006, 2007, 2011—2013 | 162 |
| 8  | Артур Садиров      | 2009 — 2012, 2013—2017                  | 148 |
| 9  | Денис Родионов     | 2009 — 2013, 2014—2018                  | 146 |
| 10 | Максим Лепский     | 2002 — 2009                             | 140 |
| 11 | Заки Ибрагимов     | 2011 — 2015                             | 131 |

| #  | Футболист         | Период                                  | Голов |
| -- | ----------------- | --------------------------------------- | ----- |
| 1  | Донат Джатиев     | 2009 — 2012, 2013—2022                  | 44    |
| 2  | Роман Удодов      | 2000, 2003, 2004, 2006, 2007, 2011—2013 | 42    |
| 3  | Валерий Умнов     | 2004 — 2012                             | 39    |
| 4  | Руслан Алиев      | 2014 — 2017                             | 30    |
| 5  | Джамбулат Дулаев  | 2020 — 2021                             | 23    |
| 6  | Арсен Аветисян    | 2004 — 2005                             | 22    |
| 7  | Павел Сафронов    | 2009 — 2010, 2011—2012                  | 21    |
| 8  | Заки Ибрагимов    | 2011 — 2015                             | 19    |
| 9  | Александр Карибов | 2014 — 2021                             | 19    |
| 10 | Дмитрий Пинчук    | 2004 — 2005                             | 17    |
| 11 | Марат Дзахмишев   | 2012 — 2015                             | 16    |
| 12 | Станислав Ваниев  | 2008, 2010, 2011—2012, 2017—2019        | 15    |

## Статистика выступлений

### В первенствах СССР
| Сезон | Лига                                       | Место | Примечания                        |
| ----- | ------------------------------------------ | ----- | --------------------------------- |
| 1936  | Группа «Г» СССР, Весна                     | 3     |                                   |
| 1936  | Группа «В» СССР, Осень                     | 8     |                                   |
| 1966  | Класс «Б» СССР, РСФСР, 4 зона              | 7     |                                   |
| 1967  | Класс «Б» СССР, РСФСР, 4 зона              | 5     |                                   |
| 1967  | Класс «Б» СССР, РСФСР, Полуфинал Липецк    | 5     |                                   |
| 1968  | Класс «Б» СССР, РСФСР, 4 зона              | 6     |                                   |
| 1968  | Класс «Б» СССР, РСФСР, Полуфинал Пятигорск | 1     | Переход во вторую группу «А» СССР |
| 1969  | Вторая группа «А» СССР, подгруппа 1        | 18    |                                   |
| 1970  | Вторая группа «А» СССР, зона 2             | 5     |                                   |
| 1971  | Вторая лига СССР, зона 3                   | 4     |                                   |
| 1972  | Вторая лига СССР, зона 4                   | 5     |                                   |
| 1973  | Вторая лига СССР, зона 3                   | 7     |                                   |
| 1974  | Вторая лига СССР, зона 4                   | 8     |                                   |
| 1975  | Вторая лига СССР, зона 3                   | 6     |                                   |
| 1976  | Вторая лига СССР, зона 4                   | 1     |                                   |
| 1976  | Вторая лига СССР, Финал                    | 2     |                                   |
| 1977  | Вторая лига СССР, зона 3                   | 8     |                                   |
| 1978  | Вторая лига СССР, зона 3                   | 2     |                                   |
| 1979  | Вторая лига СССР, зона 3                   | 4     |                                   |
| 1980  | Вторая лига СССР, зона 3                   | 2     |                                   |
| 1980  | Вторая лига СССР, Полуфинал РСФСР          | 4     |                                   |
| 1981  | Вторая лига СССР, зона 3                   | 15    |                                   |
| 1982  | Вторая лига СССР, зона 3                   | 11    |                                   |
| 1983  | Вторая лига СССР, зона 3                   | 5     |                                   |
| 1984  | Вторая лига СССР, зона 3                   | 4     |                                   |
| 1985  | Вторая лига СССР, зона 3                   | 8     |                                   |
| 1986  | Вторая лига СССР, зона 3                   | 9     |                                   |
| 1987  | Вторая лига СССР, зона 3                   | 4     |                                   |
| 1988  | Вторая лига СССР, зона 3                   | 13    |                                   |
| 1989  | Вторая лига СССР, зона 3                   | 2     |                                   |
| 1990  | Вторая лига СССР, зона «Центр»             | 19    | Вылет во вторую низшую лигу СССР  |
| 1991  | Вторая низшая лига СССР, зона 4            | 12    |                                   |

Всего в чемпионатах СССР:
| Турниров | Игр | Побед | Ничьих | Поражений | Разница мячей |
| -------- | --- | ----- | ------ | --------- | ------------- |
| 28       | 995 | 455   | 229    | 331       | 1327:1045     |

### В кубках СССР
| Сезон   | Стадия | Примечания                                        |
| ------- | ------ | ------------------------------------------------- |
| 1936    | 1/8    | Кубок СССР                                        |
| 1966/67 | 1/1024 | Кубок СССР, РСФСР, зона 4                         |
| 1967/68 | 1/2048 | Кубок СССР, РСФСР, зона 4                         |
| 1968/69 | 1/64   | Кубок СССР, Вторая группа класса «А», подгруппа 1 |
| 1970    | 1/32   | Кубок СССР, 2 зона второй группы класса «А»       |
| 1977    | 1/32   | Кубок СССР                                        |
| 1979    | 6      | Кубок СССР, зона 5                                |
| 1985/86 | 1/64   | Кубок СССР                                        |
| 1988/89 | 1/32   | Кубок СССР                                        |
| 1990/91 | 1/16   | Кубок СССР                                        |

Всего в Кубках СССР:
| Турниров | Игр | Побед | Ничьих | Поражений | Разница мячей |
| -------- | --- | ----- | ------ | --------- | ------------- |
| 11       | 20  | 5     | 1      | 14        | 15:36         |

### В первенствах России
| Сезон   | Лига                                            | Место | Примечания                            |
| ------- | ----------------------------------------------- | ----- | ------------------------------------- |
| 1992    | Вторая лига, зона 1                             | 8     |                                       |
| 1993    | Вторая лига, зона 1, Этап 1                     | 13    |                                       |
| 1993    | Вторая лига, зона 1, 8-14 места                 | 13    | Вылет в Третью лигу                   |
| 1994    | Третья лига, зона 1                             | 2     | Выход во Вторую лигу                  |
| 1995    | Вторая лига, «Запад»                            | 11    |                                       |
| 1996    | Вторая лига, «Запад»                            | 14    |                                       |
| 1997    | Вторая лига, «Запад»                            | 20    | Исключение из ПФЛ                     |
| 1998    | Первенство КФК, Юг                              | 9     |                                       |
| 1999    | Первенство КФК, Юг                              | 10    |                                       |
| 2000    | Первенство КФК, Юг                              | 5     |                                       |
| 2001    | Первенство КФК, Юг                              | 5     |                                       |
| 2002    | Первенство КФК, Юг                              | 1     |                                       |
| 2002    | ЛФЛ России, Финал                               | 2     | Выход во Второй дивизион              |
| 2003    | Второй дивизион, зона «Юг»                      | 10    |                                       |
| 2004    | Второй дивизион, зона «Юг»                      | 3     |                                       |
| 2005    | Второй дивизион, зона «Юг»                      | 2     | Выход в Первый дивизион               |
| 2006    | Первый дивизион                                 | 13    |                                       |
| 2007    | Первый дивизион                                 | 14    |                                       |
| 2008    | Первый дивизион                                 | 19    | Вылет во Второй дивизион              |
| 2009    | Второй дивизион, зона «Юг»                      | 6     |                                       |
| 2010    | Второй дивизион, зона «Юг»                      | 3     |                                       |
| 2011/12 | Второй дивизион, зона «Юг»                      | 4     |                                       |
| 2012/13 | Второй дивизион, зона «Юг»                      | 5     |                                       |
| 2013/14 | Первенство ПФЛ, зона «Юг»                       | 12    |                                       |
| 2014/15 | Первенство ПФЛ, зона «Юг»                       | 7     |                                       |
| 2015/16 | Первенство ПФЛ, зона «Юг»                       | 8     |                                       |
| 2016/17 | Первенство ПФЛ, зона «Юг»                       | 14    |                                       |
| 2017/18 | Первенство ПФЛ, зона «Юг»                       | 11    |                                       |
| 2018/19 | Первенство ПФЛ, зона «Юг»                       | 11    |                                       |
| 2019/20 | Первенство ПФЛ, зона «Юг»                       | 10    |                                       |
| 2020/21 | Первенство ПФЛ, группа 1                        | 13    |                                       |
| 2021/22 | Второй дивизион ФНЛ, группа 1                   | 12    |                                       |
| 2022/23 | Вторая лига, группа 1                           | 12    |                                       |
| 2023    | Вторая лига, группа 1                           | 1     | Выход в дивизион «А»                  |
| 2023/24 | Вторая лига «А», второй этап — группа «серебро» | 7     |                                       |
| 2024/25 | Вторая лига «А», первый этап — группа «серебро» | 4     | Выход в группу «золото» второго этапа |
| 2024/25 | Вторая лига «А», второй этап — группа «золото»  | 4     |                                       |

Всего в чемпионатах России:
| Турниров | Игр | Побед | Ничьих | Поражений |
| -------- | --- | ----- | ------ | --------- |
| 28       | 890 | 368   | 188    | 334       |

### В Кубках России
| Сезон   | Стадия     | Примечания |
| ------- | ---------- | ---------- |
| 1992/93 | 1/256      |            |
| 1993/94 | 1/32       |            |
| 1994/95 | 1/64       |            |
| 1995/96 | 1/128      |            |
| 1996/97 | 1/256      |            |
| 1997/98 | 1/64       |            |
| 2003/04 | 1/128      |            |
| 2004/05 | 1/128      |            |
| 2005/06 | 1/32       |            |
| 2006/07 | 1/32       |            |
| 2007/08 | 1/32       |            |
| 2008/09 | 1/32       |            |
| 2009/10 | 1/128      |            |
| 2010/11 | 1/128      |            |
| 2011/12 | 1/256      |            |
| 2012/13 | 1/256      |            |
| 2013/14 | 1/128      |            |
| 2014/15 | 1/128      |            |
| 2015/16 | 1/256      |            |
| 2016/17 | 1/64       |            |
| 2017/18 | 1/128      |            |
| 2018/19 | 1/64       |            |
| 2019/20 | 1/128      |            |
| 2020/21 | гр. (1/16) |            |
| 2021/22 | 1/128      |            |
| 2022/23 | 2-й раунд  |            |
| 2023/24 | 2-й раунд  |            |
| 2024/25 | 4-й раунд  |            |

Всего в Кубках России:
| Турниров | Игр | Побед | Ничьих | Поражений |
| -------- | --- | ----- | ------ | --------- |
| 23       | 35  | 12    | 2      | 21        |

## Посещаемость
Средняя домашняя посещаемость матчей по сезонам:
 Уровень 1. Первая лига.
 Уровень 2. Вторая лига.
В сезонах 2020/21 и 2021/22 большинство матчей проводились без зрителей, в связи с пандемией вируса COVID-19.

## Состав
| 1  | Флаг России | Вр  | Александр Чернышов | 2007 |  |  |  |  |  |
| 22 | Флаг России | Вр  | Олег Суворов       | 1997 |  |  |  |  |  |
| 30 | Флаг России | Вр  | Дмитрий Саганович  | 1998 |  |  |  |  |  |
|    |             |     |                    |      |  |  |  |  |  |
| 3  | Флаг России | Защ | Руслан Хагур       | 1998 |  |  |  |  |  |
| 4  | Флаг России | Защ | Рустам Мачилов     | 2000 |  |  |  |  |  |
| 5  | Флаг России | Защ | Аликади Саидов     | 1999 |  |  |  |  |  |
| 19 | Флаг России | Защ | Гамзат Хизриев     | 2004 |  |  |  |  |  |
| 21 | Флаг России | Защ | Артур Кусков       | 2004 |  |  |  |  |  |
| 24 | Флаг России | Защ | Григорий Макеев    | 2005 |  |  |  |  |  |
| 32 | Флаг России | Защ | Астемир Абазов     | 1996 |  |  |  |  |  |
| 57 | Флаг России | Защ | Лев Ушахин         | 2002 |  |  |  |  |  |
|    |             |     |                    |      |  |  |  |  |  |
| 6  | Флаг России | ПЗ  | Ислам Пеков        | 1999 |  |  |  |  |  |

| 10 | Флаг России | ПЗ  | Абдулпаша Джабраилов | 2004 |  |  |  |  |  |
| 15 | Флаг России | ПЗ  | Раджаб Гусенгаджиев  | 2001 |  |  |  |  |  |
| 20 | Флаг России | ПЗ  | Владимир Каспарян    | 2006 |  |  |  |  |  |
| 29 | Флаг России | ПЗ  | Тамаз Топурия        | 2002 |  |  |  |  |  |
| 57 | Флаг России | ПЗ  | Марат Тлехугов       | 2004 |  |  |  |  |  |
| 70 | Флаг России | ПЗ  | Севада Торосян       | 2003 |  |  |  |  |  |
| 93 | Флаг России | ПЗ  | Ризван Ахмедханов    | 1993 |  |  |  |  |  |
|    |             |     |                      |      |  |  |  |  |  |
| 7  | Флаг России | Нап | Рамазан Абдурагимов  | 1998 |  |  |  |  |  |
| 9  | Флаг России | Нап | Руслан Суанов        | 1997 |  |  |  |  |  |
| 11 | Флаг России | Нап | Анзор Хутов          | 1996 |  |  |  |  |  |
| 13 | Флаг России | Нап | Александр Бутенко    | 1998 |  |  |  |  |  |
| 23 | Флаг России | Нап | Магомед Мусаев       | 2003 |  |  |  |  |  |

## Тренерский штаб и руководство

### Машук-КМВ
| Должность                             | Имя                 |
| ------------------------------------- | ------------------- |
| Президент                             | Александр Сахтариди |
| Помощник руководителя по безопасности | Владимир Давыдов    |
| Начальник команды                     | Михаил Мулляр       |
| Главный тренер                        | Артур Садиров       |
| Старший тренер                        | Донат Джатиев       |
| Тренер                                | Александр Кренделев |
| Тренер                                | Александр Щаницин   |
| Тренер вратарей                       | Игорь Логвинов      |
| Врач                                  | Василий Крипаков    |
| Массажист                             | Виктор Голованов    |

### Машук-КМВ-М
| Должность      | Имя             |
| -------------- | --------------- |
| Директор       | Сергей Джатиев  |
| Зам. директора | Олег Рыдный     |
| Тренер         | Дмитрий Бледных |

## Главные тренеры
| Главный тренер   | Период    |
| ---------------- | --------- |
| Абрам Дангулов   | 1934—1937 |
| М. Воронин       | 1951      |
| Лазарь Еселевич  | 1966      |
| Владимир Соколов | 1967      |
| Пётр Ступаков    | 1968—1969 |
| Дмитрий Чихрадзе | 1969      |
| Василий Васильев | 1970      |
| Владлен Никитин  | 1971      |
| Владимир Соколов | 1971—1973 |
| Юрий Котов       | 1974      |
| Владлен Никитин  | 1975      |
| Дмитрий Скрябин  | 1976—1982 |
| Растям Янборисов | 1983—1984 |
| Владимир Кузин   | 1985      |
| Юрий Дьяченко    | 1986      |
| Растям Янборисов | 1987—1988 |
| Юрий Дьяченко    | 1989      |
| Растям Янборисов | 1989—1990 |
| Валерий Зубаков  | 1991      |
| Сергей Разарёнов | 1992—1997 |
| Сергей Джатиев   | 1999—2005 |
| Игорь Пономарёв  | 2006—2007 |

| Главный тренер       | Период                |
| -------------------- | --------------------- |
| Сергей Джатиев       | 2007—2008             |
| Евгений Перевертайло | 2009                  |
| Сергей Пономарёв     | 2009                  |
| Юрий Свирков         | 2009                  |
| Калин Степанян       | 2009—2012             |
| Игорь Зазроев        | 2010—2011             |
| Валерий Заздравных   | 2011                  |
| Александр Григорян   | 2013                  |
| Валерий Умнов        | 2013                  |
| Фёдор Гаглоев        | 2013—2014             |
| Армен Степанян       | 2014—2015             |
| Сергей Трубицин      | 2015—2016             |
| Зураб Саная          | 2016                  |
| Валерий Заздравных   | 2016—2019             |
| Андраник Бабаян      | 2019                  |
| Анзур Садиров        | 2019—2020             |
| Станислав Цховребов  | 2020                  |
| Михаил Куприянов     | 2021                  |
| Заур Кибишев         | 2021—2022             |
| Константин Галкин    | 2022                  |
| Спартак Жигулин      | 17.09.2022—17.06.2023 |
| Артур Садиров        | 17.06.2023—н. в.      |